# Fernando Schlatter

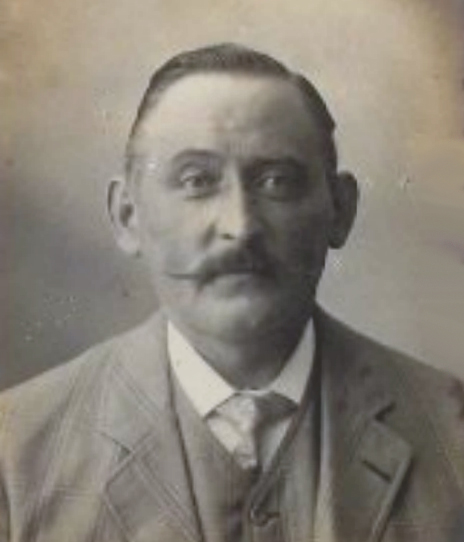
Fernando Schlatter

Karl Ferdinand Schlatter, mais conhecido no Brasil como Fernando Schlatter (às vezes grafado Schlater) (Lindau, 7 de julho de 1870 - Porto Alegre, 7 de setembro de 1949) foi um artista alemão naturalizado brasileiro radicado em Porto Alegre, no Brasil. 
Recebeu sua formação inicial em Lindau, no atelier do pintor Ferdinand Riegel, graduando-se em 1887. Desenvolveu a primeira parte da sua carreira na Europa, deixando trabalhos de decoração em várias cidades, mas quase nada se sabe sobre sua produção nesta etapa. Emigrou para o Brasil em 1899 e ganhou fama depois de transferir-se para Porto Alegre em 1901, onde trabalhou como pintor e artista gráfico, sendo mais notável pela sua obra de decoração em edifícios públicos, igrejas e residências, especialmente no Paço Municipal e na Biblioteca Pública do Estado. Desenvolveu um estilo eclético que aproveitava elementos de diversos estilos históricos, e foi reconhecido como o principal pintor-decorador ativo na cidade em sua geração. Também deixou alguns trabalhos em cidades do interior, com destaque para a decoração da Igreja de Nossa Senhora da Purificação em Bom Princípio.
Foi ainda um ativo membro da comunidade germânica da capital. Foi ator e diretor de peças teatrais alemãs, fundou uma sociedade dedicada a promover a cultura bávara, presidindo-a por 28 anos, administrou o parque esportivo da Sogipa por 40 anos, e foi o principal mentor da introdução da Oktoberfest no Brasil, celebrada pela primeira vez em Porto Alegre em 1911, e por muitos anos colaborou em sua organização.

## Biografia

### Europa

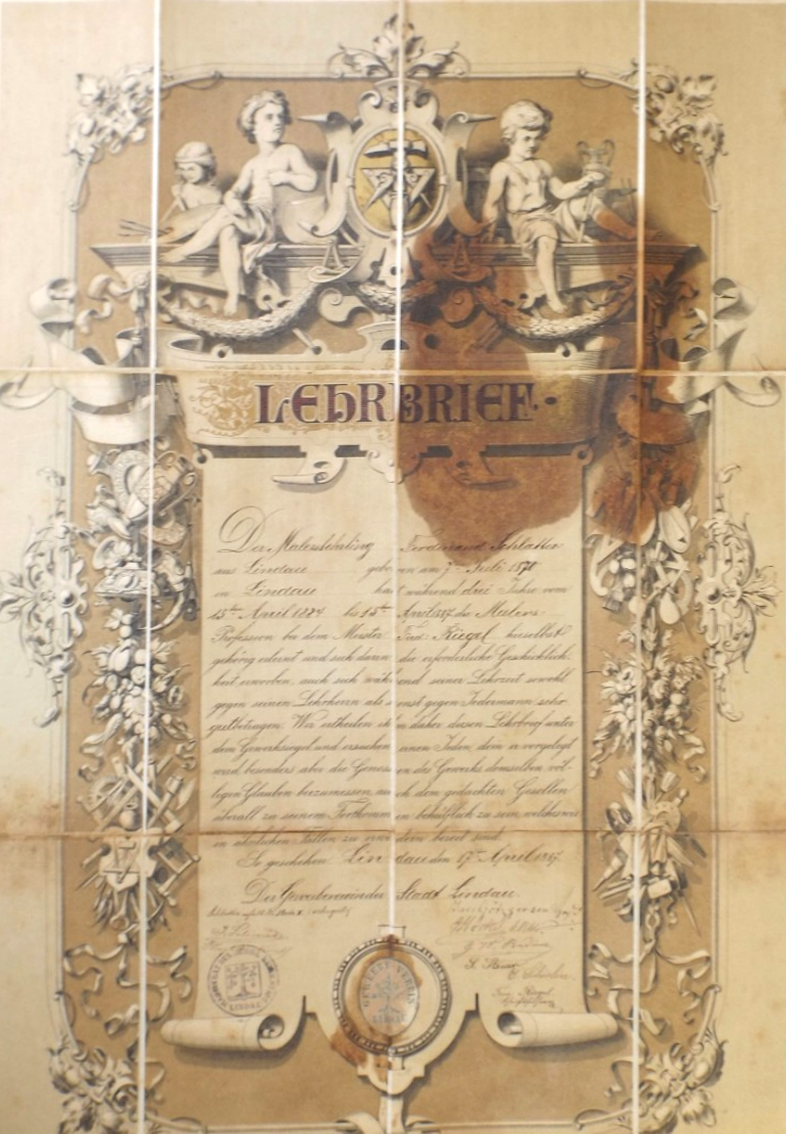
Seu diploma de graduação, 1887

Karl Ferdinand Schlatter nasceu em Lindau em 7 de julho de 1870, em uma família de poucos recursos, sendo o primeiro filho de Ferdinand Schlatter, operário da construção, e Maria Julia Meisen. Com 14 anos ingressou como aprendiz na oficina do pintor Ferdinand Riegel, que ainda trabalhava no sistema das antigas guildas, oferecendo não apenas preparo artístico para seus discípulos, mas também dando-lhes casa e comida, preparando-os para uma carreira de técnicos em decoração, mais do que uma de artistas criativos independentes. Com uma bolsa de estudos oferecida pelo município, entrou para uma escola regular para aprender contabilidade, caligrafia, aritmética e geografia.
Teve um excelente aproveitamento na oficina de Riegel e graduou-se em 17 de abril de 1887, recebendo um diploma da Associação de Indústrias de Lindau. O exame final incluía desenhos técnicos, a pintura de um armário, a decoração de um tampo de mesa de mármore e a decoração do teto de uma sala na casa do mestre.
Em 1888 fez uma viagem à Suíça para aperfeiçoamento, frequentando o curso noturno da Gewerbehaus de Sankt Gallen, fazendo cópias e desenhos a partir de modelos. De lá partiu para Altstadt, na Alemanha, onde obteve um emprego como assistente do pintor e decorador Wyhler. A região tinha uma bela paisagem e Schlatter deixou impressões entusiasmadas sobre o cenário: 
"Chegamos a tempo de assistir ao belo nascer do sol, como um lindo quadro. Ao sul e ao leste os vastos Alpes, ao oeste as montanhas suíças de menor porte e ao norte, o lindo lago de Constança na sua totalidade, com todas as cidades do litoral e aldeias, com a terra alemã desaparecendo no horizonte infinito. Para mim foi uma experiência sagrada ver a minha pátria de uma altura de 2500 metros. Ainda hoje vivencio essa vista [...] Somente aqueles que tiveram a experiência de estar entre as montanhas podem ter uma ideia de como o ser humano é pequeno e sem importância frente a esta enorme beleza natural [...] Aqui se vê que o homem é um verme miserável e no mundo espetacular dos Alpes desaparecem todas distinções de classe".
Contudo, ali ficou doente, voltando a Lindau para ser cuidado pelos pais. Ao recuperar-se, partiu para Munique, onde familiarizou-se com a comunidade local ingressando na Sociedade de Ginástica. Conseguiu alguns trabalhos, e nos fins de semana visitava os ricos museus da cidade. Mais tarde diria: "Munique foi para mim uma sorte em sentido espiritual e também social, nestes anos tive impressões que ainda hoje influenciam e guiam o meu coração". Nesses museus copiava obras de grandes mestres, e entrou em contato com a produção do grupo dos Nazarenos, especialmente Peter von Cornelius e Willhelm von Kawlbach.

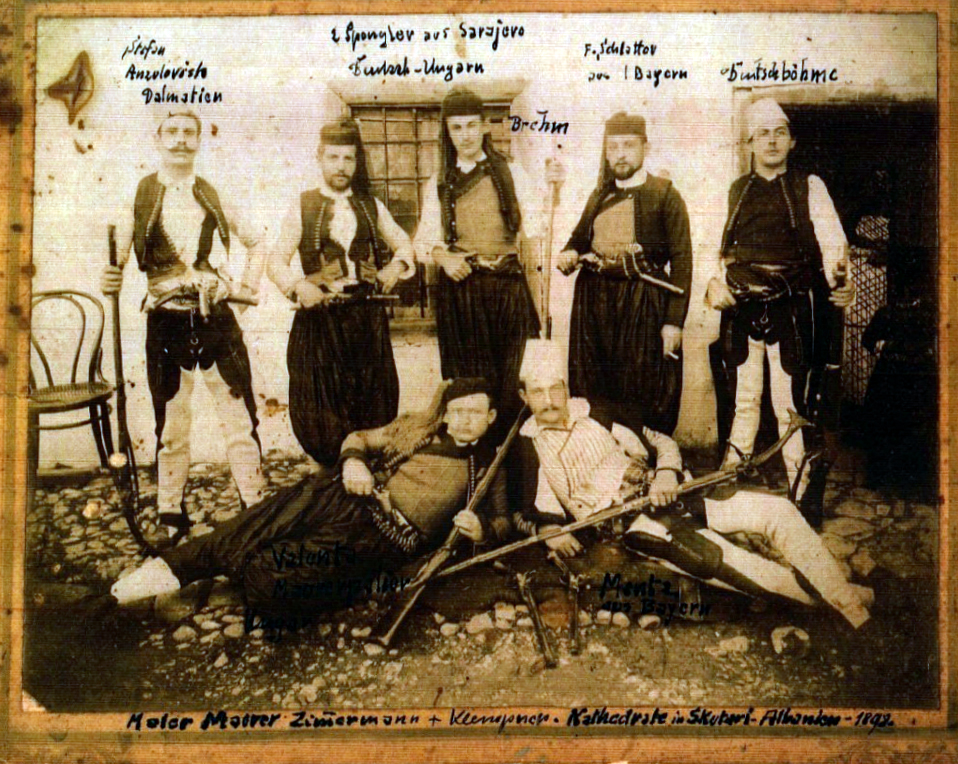
Grupo de trabalhadores da construção da Catedral de Sarajevo. Schlatter é o 4º da esquerda para direita

Depois de algum tempo voltou a Lindau, sendo contratado como primeiro oficial na oficina de seu antigo mestre, e renovou sua filiação à Associação dos Trabalhadores, participando de atividades culturais e grupos de canto. Recrutado para o serviço militar por um período de três anos, foi designado para trabalho de gabinete. Depois de liberado, recebeu uma proposta de trabalho do artesão Ernest von Franke, que recusou. Pretendia fixar-se em Sarajevo, na Bósnia, passando antes por Veneza e Trieste, onde tomou lições com pintores locais.
Em março de 1893 estava em Sarajevo, onde encantou-se com a paisagem, conseguiu diversos contratos de decoração e colaborou na construção da Catedral. Lá conheceu a costureira Anna Barbara Fuog, nascida em 5 de agosto de 1868 em Herisau, filha do estampador de tecidos Konrad Fuog e Barbara Hogger. Com ela casou-se em 19 de abril de 1896. Anna Barbara recebeu um dote substancial de 2 mil marcos, Schlatter era bem pago, e o casal desfrutava de um bom nível de vida. Tiveram duas filhas.

### Brasil
Sua transferência para o Brasil provavelmente se deve ao incentivo do governo para a imigração. Chegou em 1899 e se fixou inicialmente em Ijuí, adquirindo um lote de terras na Linha G. Ijuí era então uma colônia nas fases iniciais de desenvolvimento e havia sido planejada como uma colônia agrícola. A vida ali se revelou difícil e não havia trabalho para seu preparo especializado em artes.

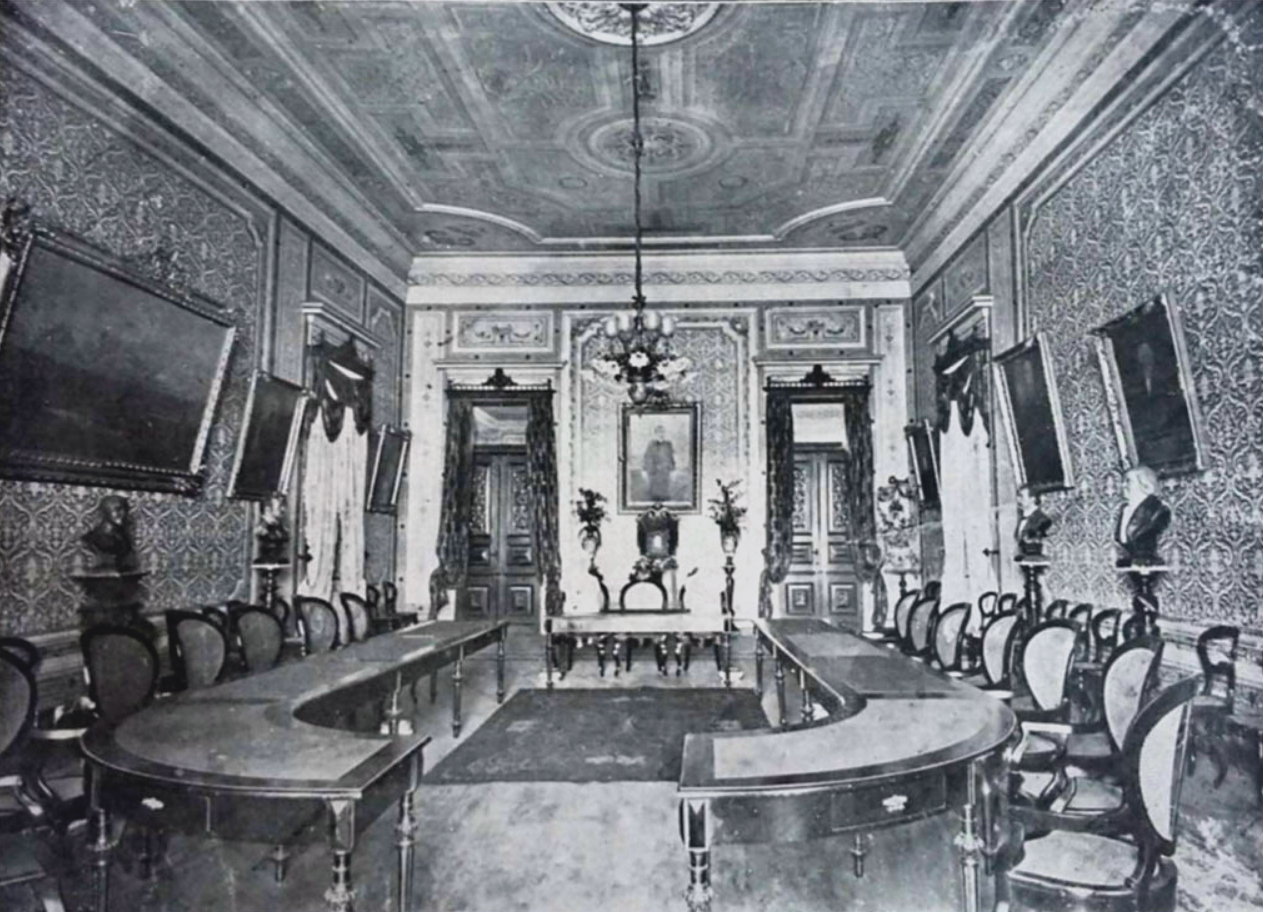
O Salão Nobre do Paço Municipal de Porto Alegre com a decoração original de Schlatter

Deixou Ijuí em 1901 e se estabeleceu em Porto Alegre, instalando-se em uma casa na Rua Ramiro Barcelos nº 1253 e abrindo uma empresa de decoração e pintura, contando com diversos auxiliares. No mesmo ano obteve seu primeiro e importante contrato para decorar o Paço Municipal, trabalho que foi muito elogiado. Seguiram-se muitos outros contratos para decoração de edifícios públicos e privados, igrejas e residências particulares, uma produção muito apreciada que o tornou conhecido em todo o estado.
Além da sua atividade na pintura, criou carros alegóricos para o grupo carnavalesco Esmeralda, e foi um destacado membro da comunidade germânica da capital. Foi ator e diretor de teatro na encenação de diversas peças alemãs, além de criar as peças de arte gráfica promocional para elas. Em 4 de julho de 1903, junto com nove outros amigos que só são identificados por pseudônimos, fundou a Sociedade Die Haberer, presidindo-a por 28 anos, que se dedicava a obras de caridade e ao cultivo das tradições e da cultura bávaras.

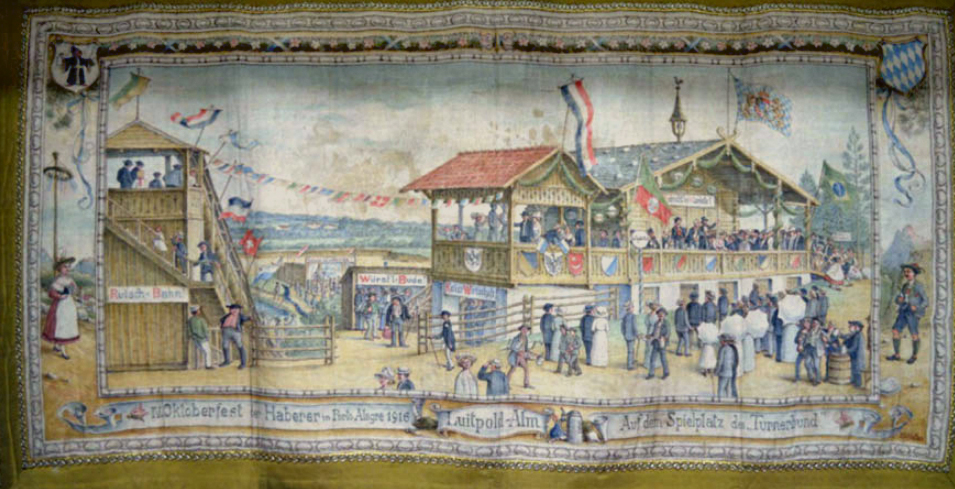
Tapeçaria criada com desenho de Fernando Schlatter para a Oktoberfest de 1916, mostrando a sede dos Haberer

Em 1904 associou-se à Sociedade Ginástica Turner-Bund, que mais tarde viria a se tornar a Sogipa, decorou a sua sede e assumiu a administração da sua praça de esportes, mantendo o posto por 40 anos. Com o crescimento no número de associados, Schlatter entrou em um acordo com o presidente da Turner-Bund para que fosse feita a incorporação dos Haberer, construindo uma sede do  Parque São João da Turner-Bund. O grupo manteve sua autonomia administrativa até 1940, quando foi transformado no Departamento de Bávaros da Sogipa.
Em 8 de outubro de 1911, com a liderança de Schlatter, os Haberer promoveram a primeira Oktoberfest no Brasil, montada no Parque São João, ficando Schlatter responsável pelo material gráfico e publicitário e a decoração de objetos comemorativos. Participou da organização da festa todos os anos e voltou a criar peças publicitárias e decorativas, desenhou os diplomas honoríficos da Haberer e o material gráfico da Turner-Bund.
Faleceu em Porto Alegre em 7 de setembro de 1949, sendo sepultado no Cemitério Evangélico da Capital.

## Obra

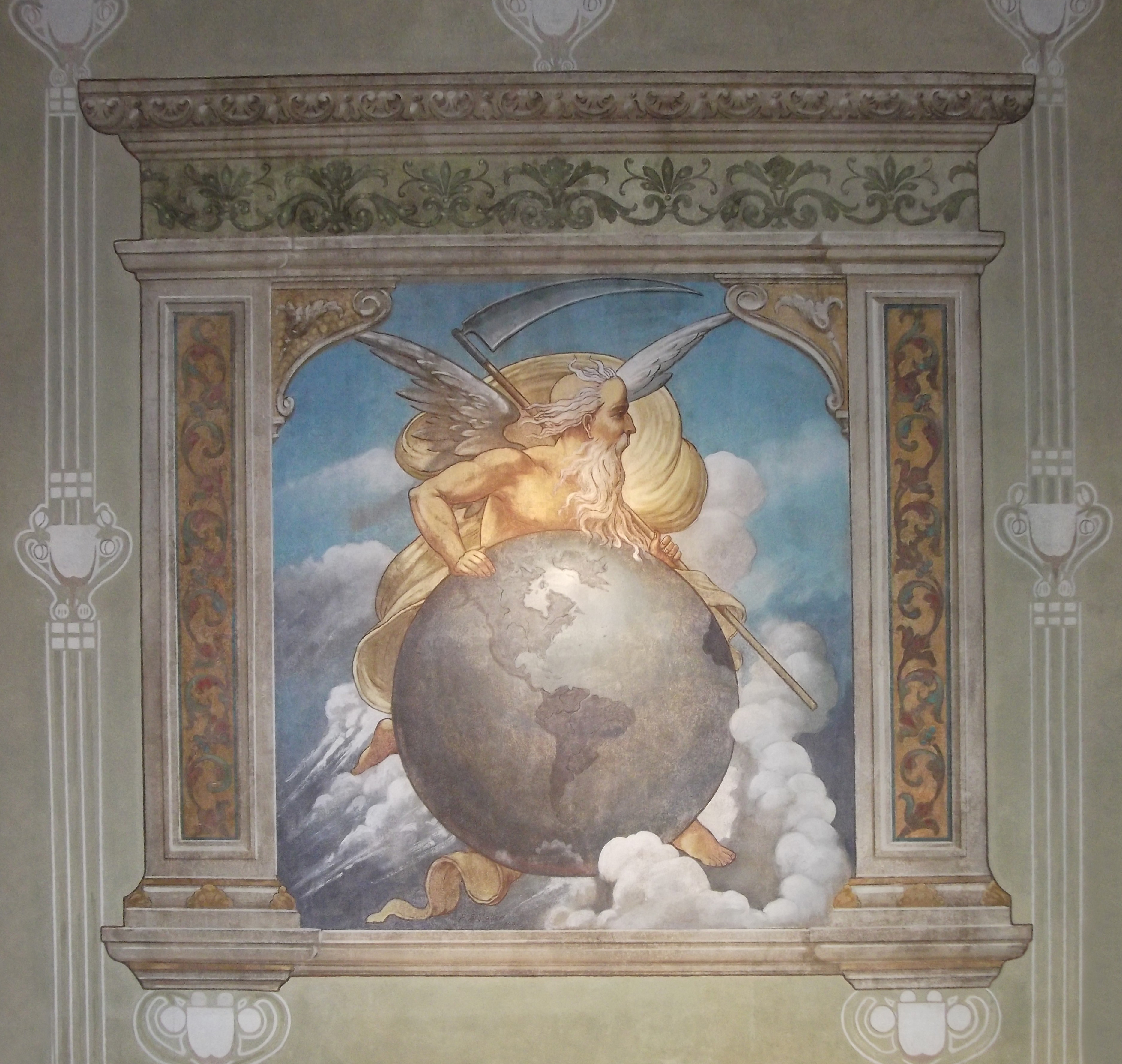
Painel representando o deus Cronos no Observatório Astronômico da UFRGS

Em Porto Alegre, além da obra no Paço Municipal, fez a decoração do Teatro Parque (1901) e do Teatro Polytheama (1903). No Observatório Astronômico da UFRGS a partir de 1908 fez toda a decoração em pintura do interior, em grande parte perdida sob repinturas, um grande painel com a imagem do deus Cronos sobrevive intacto. Na antiga Igreja de Nossa Senhora do Rosário deixou obras em 1911, sem descrição, a igreja foi demolida em 1951. Na Biblioteca Pública a partir de 1921 fez toda a decoração em pintura do interior, em sua maior parte posteriormente coberta por uma camada de tinta cor creme, um restauro para a recuperação de alguns espaços iniciou recentemente; os salões Mourisco e Egípcio não foram repintados mas se degradaram com o tempo. Na Igreja de Nossa Senhora das Dores em 1927 se responsabilizou pela restauração do altar, pintura do forro e das paredes, e por uma cena de Maria com Cristo Menino sobre a entrada, que pode ter sido um restauro ou retoque de uma pintura antiga; em 1931 fez a pintura do forro e paredes da Capela de Nossa Senhora de Pompéia, e em 1948, pinturas comemorativas para o Congresso Eucarístico. São-lhe atribuídas as pinturas decorativas e um grande painel figurativo com cena clássica na Confeitaria Rocco, em 1931.

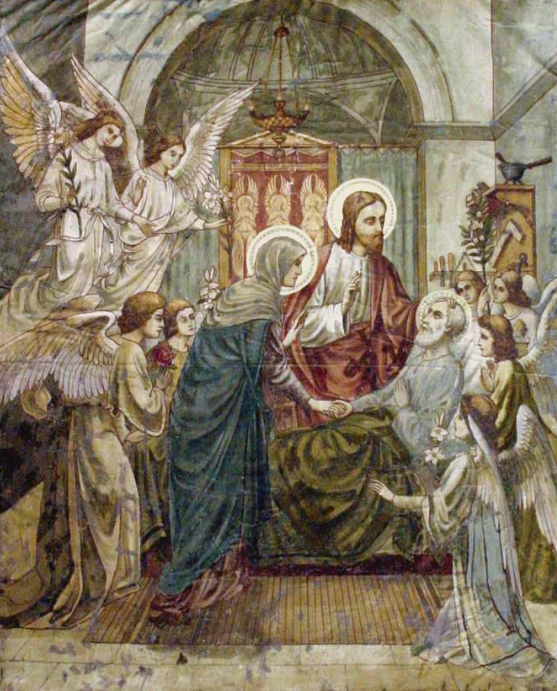
Cena da morte de São José, Igreja de Nossa Senhora da Purificação em Bom Princípio

No interior do estado fez toda a decoração da Igreja de Nossa Senhora da Purificação em Bom Princípio, incluindo frisos e arabescos, pequenas paisagens que aludem a aspectos urbanos e rurais da região, e sobretudo um ciclo de grandes cenas figurativas sobre a vida de Jesus e Maria, iniciado em torno de 1905 e que se estendeu até cerca de 1918. Também deixou murais no Santuário de Santo Antônio em Estrela (1909-1910) e na Igreja de Nossa Senhora do Rosário em Rio Pardo (1927-1930). São-lhe atribuídas ainda sete pinturas de grandes dimensões com cenas bíblicas no Seminário de Bom Princípio.
Suas obras na igreja de Bom Princípio foram consideradas por Altamir Moreira como "um conjunto que se situa entre as iniciativas pioneiras do muralismo religioso das colônias de imigração alemã do Rio Grande do Sul". O crítico acrescenta que "a harmonização pictórica de baixo contraste, [...] o desenho preciso, o detalhismo naturalista e a linha destacada sobre a cor são alguns dos atributos técnicos mais constantes". Para Cristina Seibert Schneider, "a riqueza das pinturas internas de Ferdinand Schlatter [...] hoje constituem um importante referencial histórico, arquitetônico e cultural da região".

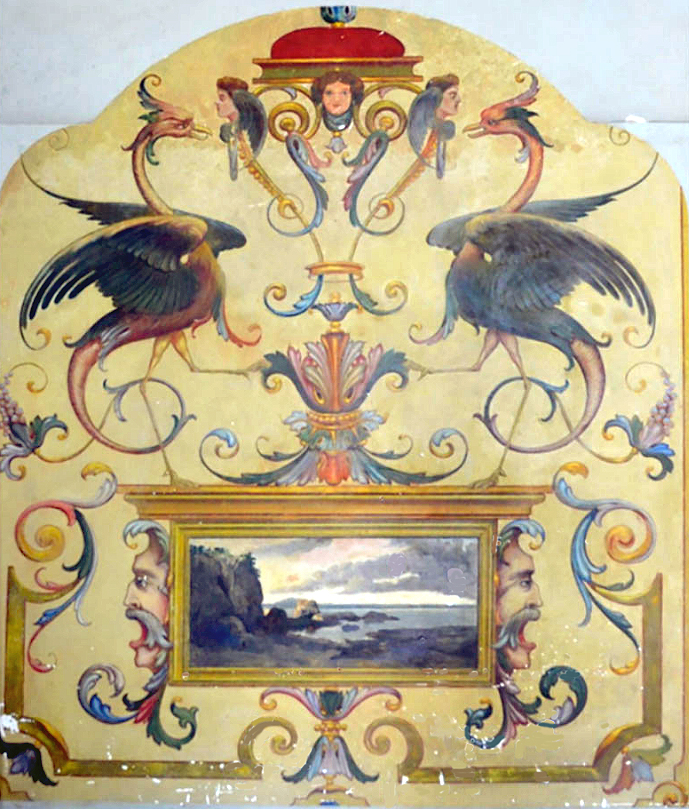
Detalhe da decoração na Biblioteca Pública

Seu estilo na pintura decorativa permaneceu fiel aos princípios ecléticos, ornamentais e historicistas do século XIX, contrapondo-se à estética de inspiração republicana e nacionalista favorecida pelas instâncias oficiais da época em outras capitais do Brasil. Seu principal modelo para os ornamentos decorativos era o manual alemão Der Ornamentenschatz. Em muitos casos mesclava em suas decorações elementos puramente ornamentais, como frisos, padrões abstratos, geométricos ou florais, guirlandas e festões, com cenas figurativas e paisagísticas em estilo naturalista.
Suas obras de decoração mural foram muito apreciadas, demonstrando uma grande versatilidade no uso de estilos históricos em novas combinações. Na exposição de 1901 apresentou doze projetos para pintura de tetos, um em estilo "alemão", outro em estilo "pompeano", outro em estilo "barroco", outro em estilo "turco" e oito em estilo "italiano". Na Biblioteca Pública deixou salas temáticas em estilo "mourisco", "império", "rococó", "gótico" e "egípcio".
Participou de exposições em Porto Alegre em 1901 e 1903, e em 1904 foi um dos representantes brasileiros na Exposição Universal de Saint Louis, enviando um panorama de Porto Alegre.
Também deixou uma série de aquarelas e pinturas de cavalete, geralmente de paisagens e motivos alemães, mas essa parte de sua obra não foi tão bem recebida, pois a crítica em geral entendia que sua vocação natural era a decoração de interiores, como ilustra a opinião de Athos Damasceno sobre as obras que apresentou na exposição de 1903: "Schlatter não é um aquarelista que se possa colocar ao lado de Joris, de Barbizon ou de Pratti, mas fez-se representar em nossa modesta exposição por três quadros de aquarelas, um panorama de Porto Alegre, de grandes dimensões, o Palácio dos Doges e a Praça de São Marcos. Estes dois últimos são provavelmente cópia de qualquer obra de gravura ou oleografia". Sobre o panorama de Porto Alegre, o crítico o considerou de boa qualidade, mas pouco satisfatório: "Schlatter é um decorador de muito merecimento. Nessa especialidade é um mestre e o Palácio da Intendência está aí para confirmar o que asseveramos. Esse gênero e essa profissão não lhe permitem dedicar-se a outras tentativas de mais alcance, de maior estudo e valor. Preferiríamos ver nestas salas algum projeto de decoração. Em todo o caso, os trabalhos expostos honram o artista e atraem a atenção dos visitantes do Salão".

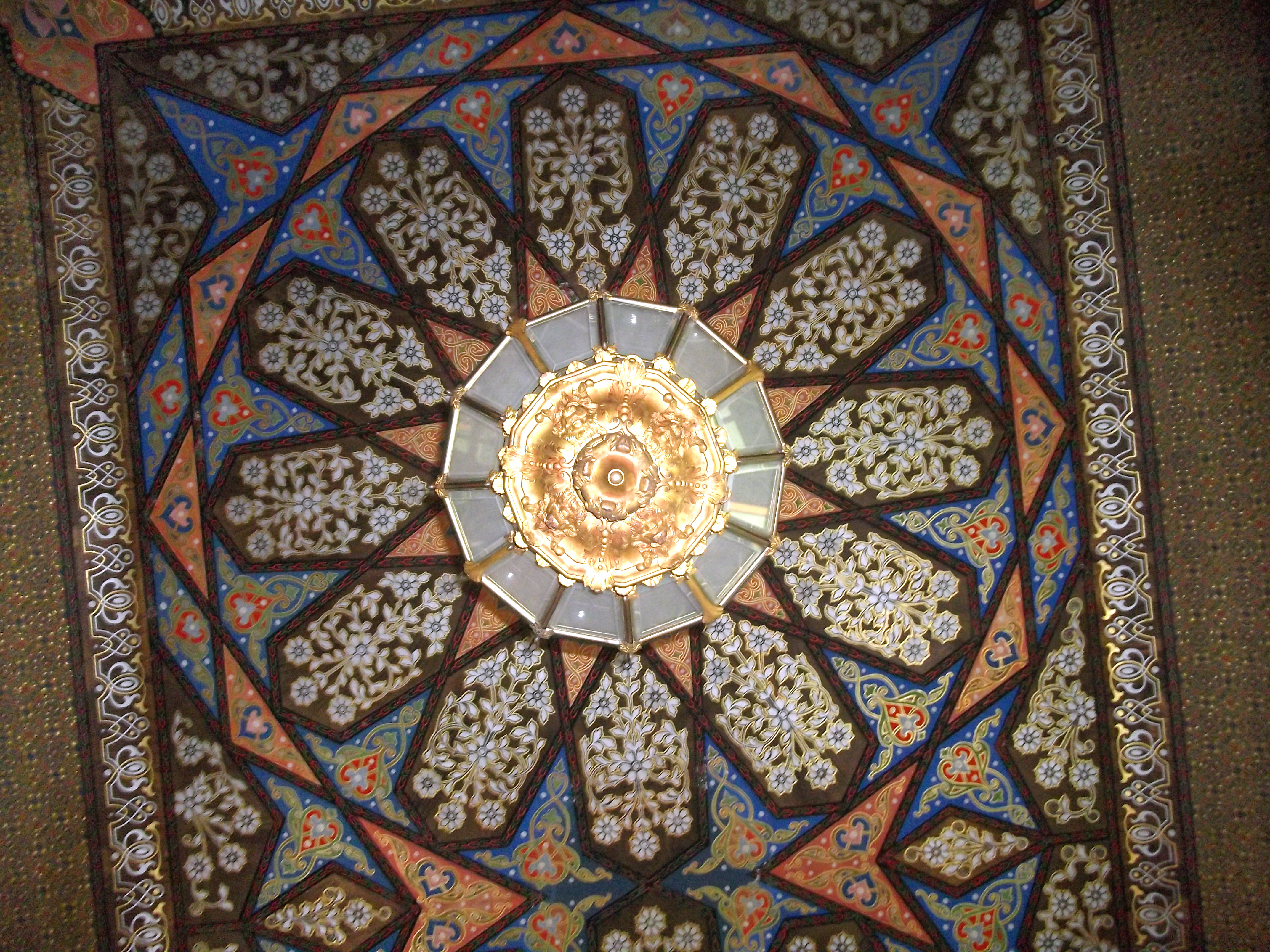
Decoração floral e geométrica no teto do Salão Mourisco na Biblioteca Pública

No centenário de seu nascimento em 1970 foi homenageado pelo jornal Correio do Povo com uma matéria comemorativa, onde foi dito que "todos ainda recordam suas excelentes qualidades, que em vida, tornaram-no muito popular.[...] Em Porto Alegre ficou conhecido pelo trabalho de pintura que realizou na Prefeitura e no interior da Biblioteca do Estado, obra que durante decênios foi alvo de admiração dos porto-alegrenses". A Sogipa ergueu-lhe um monumento e batizou uma alameda na sua sede com seu nome.
Sua memória, no entanto, foi largamente esquecida, sendo artista pouco conhecido do grande público, e sua grande produção também permanece à margem dos principais estudos sobre a história da arte no estado, embora recentemente alguns acadêmicos estejam lhe dedicando atenção. Na apreciação de Sofia Inda,
"A prática artística de Schlatter lhe possibilitou realizar obras de pintura mural, que documentam um gosto artístico da cidade de Porto Alegre e, concomitantemente, desenvolver ilustrações gráficas e decoração de objetos, compondo nestes as histórias dos imigrantes e as festas da Bavária. [...] Sua obra, acredito, evidencia a dissolução dos limites hierárquicos dentro da prática artística. A relevância deste artista, tão pouco estudado, nos auxilia a discutir este aspecto na história da arte do Rio Grande do Sul e recuperar a formação de cunho tradicional e popular de Schlatter, trajetória que possibilitou um artista 'não erudito' e, talvez, 'não artista', a ser o mais contratado pintor no Rio Grande do Sul no início do século XX".